# Crella chelifera
Crella chelifera är en svampdjursart som beskrevs av van Soest 1984. Crella chelifera ingår i släktet Crella och familjen Crellidae.
Artens utbredningsområde är Barbados. Inga underarter finns listade i Catalogue of Life.